# Stupina, Vrancea
Stupina este un sat în comuna Măicănești din județul Vrancea, Muntenia, România.
Localitatea Stupina, aflată în județul Vrancea este localizată pe hartă la 45° 27' Nord, 27° 26' Est. Stupina, comuna Măicănești, jud. Vrancea. Populație la ultimul recensământ 2006: 406 locuitori   
Zona: Câmpia Siretului Inferior   
 Acest articol despre o localitate din județul Vrancea este deocamdată un ciot. Puteți ajuta Wikipedia prin completarea lui.